# NGC 7027
NGC 7027은 매우 젊고 밀도 높은 행성상 성운으로 지구로부터 백조자리 방향으로 약 3,000 광년(약 920 파섹) 떨어져 있다. 1878년 에두아르 스테팡이 마르세유 천문대에서 800 밀리미터(약 31 인치) 반사 망원경을 이용하여 발견했다. 이 천체는 행성상 성운 중에서 크기가 매우 작은 편이며 지금까지 가장 폭 넓게 연구되어 왔다. 2019년 성운 내에서 수소화 헬륨 이온이 감지되어 우주에서 이 화합물이 최초로 발견된 사례로 기록되었다.

## 상세
NGC 7027은 시각적으로 매우 밝게 보이는 행성상성운 중 하나이며 나이는 약 600년이다.
일반적인 행성상성운의 지름이 1 광년 정도임에 비해 이 성운은 특이하게 작아 0.1 ~ 0.2 광년 정도에 불과하다. 모습은 매우 복잡하여 질량 큰 중성 구름 속에 이온화된 기체가 타원형 모양 영역을 형성하고 있다. 성운은 장형(長形) 회전 타원체 모양의 껍질처럼 생겼고, 클로버 잎처럼 생긴 광분해 영역이 포함되어 있다. NGC 7027은 초당 17 킬로미터 속도로 퍼져나가고 있다. 성운 중심부에서 엑스선이 방출되는 것이 관측되어 왔는데 이는 온도가 매우 높다는 뜻이다. 희미하고 푸른 빛이 나는 동심원 모양 껍질들이 타원형 성운 주위를 둘러싸고 있다.
NGC 7027 중심부에는 백색 왜성이 있는데, 높은 온도가 감지되는 것으로 미루어 보아 왜성 주위에 강착원반이 형성되어 있을 가능성이 있다. 백색 왜성의 질량은 태양의 70% 정도이며 태양 광도의 약 7,700 배에 이르는 에너지를 방출하고 있다. 현재 NGC 7027은 행성상성운 진화 중 외피 속 분자들이 원자들로 분해되고, 그 원자들이 다시 이온화되는 짧은 단계를 밟고 있다.
퍼져 나가고 있는 NGC 7027의 헤일로는 질량이 태양의 세 배 정도로, 이온화된 중심부 영역 질량의 약 100 배이다. 이 NGC 7027 내 질량 손실은, 태양 질량의 수 배 정도 항성이 초신성 폭발로 파괴되는 것을 면할 수 있음을 보여주는 중요한 증거이다.
NGC 7027 중심부의 뜨거운 별은 짙게 이온화된 스펙트럼을 보여준다. 이 성운에는 탄소가 풍부한데 치밀한 분자 물질이 강력한 자외선 복사에 노출되었을 경우, 물질 속 탄소가 어떤 화학적 성질을 지니게 되는지 보여준다. NGC 7027의 스펙트럼에는 중성 분자에서 나오는 분광선이 여태까지 행성상 성운들보다 적게 나타난다. 이는 강력한 자외선 복사 때문에 중성 분자들이 파괴되었기 때문으로 보인다. 성운 내에는 극도로 높은 이온화 퍼텐셜을 보여주는 이온들이 있다. 수소화 헬륨 이온이 NGC 7027에서 검출되었는데 우주공간에서 발견된 사례로는 최초이며, 이 이온은 우주탄생 극초기(빅뱅으로부터 약 10만 년 후)에 생성된 분자로 보인다. NGC 7027에 나노다이아몬드가 존재한다는 증거도 있다.
허블 우주망원경이 1996년 이 천체의 사진을 찍었다. 초창기 연구에서 이 성운은 원시행성상성운으로 중심별이 뜨겁지 않아 기체가 이온화되지 못하는 것으로 추측했으나, 후속 연구를 통해 행성상성운 진화의 초기 단계에 있음을 알게 되었다. 중심별은 성운을 형성하기 전 태양의 대략 3 ~ 4 배 정도 질량을 지녔었을 것으로 추측된다.

## 같이 보기
- 신판일반목록 천체 목록